# Iznatoraf
Iznatoraf (ou Torafe como é conhecida) é um município da Espanha na província de Jaén, comunidade autónoma da Andaluzia, de área 86 km² com população de 1188 habitantes (2005) e densidade populacional de 13,94 hab/km².

## Demografia
| Variação demográfica do município entre 1991 e 2004 | Variação demográfica do município entre 1991 e 2004 | Variação demográfica do município entre 1991 e 2004 | Variação demográfica do município entre 1991 e 2004 |
| --------------------------------------------------- | --------------------------------------------------- | --------------------------------------------------- | --------------------------------------------------- |
| 1991                                                | 1996                                                | 2001                                                | 2004                                                |
| 1266                                                | 1218                                                | 1273                                                | 1205                                                |